# Ебони (Вирџинија)
Ебони (енгл. Ebony) насељено је место без административног статуса у америчкој савезној држави Вирџинија.

## Демографија
По попису из 2010. године број становника је 161.
| Група             | 2000.    | 2010.      |
| Белци             | 0 (0,0%) | 95 (59,0%) |
| Афроамериканци    | 0 (0,0%) | 62 (38,5%) |
| Азијати           | 0 (0,0%) | 0 (0,0%)   |
| Хиспаноамериканци | 0 (0,0%) | 5 (3,1%)   |
| Укупно            | 0        | 161        |